# دکستر فاولر
دکستر فاولر (انگلیسی: Dexter Fowler؛ زادهٔ ۲۲ مارس ۱۹۸۶) بازیکن بیس‌بال اهل ایالات متحده آمریکا است.
از باشگاه‌هایی که در آن بازی کرده‌است می‌توان به سنت لوئیس کاردینالز اشاره کرد.
وی در مسابقات کشوری و بین‌المللی در مجموع برندهٔ ۱ مدال برنز شده‌است.